# Campeonato Uruguayo de Primera División 2020
El Campeonato Uruguayo 2020 fue el 117.° torneo de primera división del fútbol uruguayo organizado por la AUF, correspondiente al año 2020. El torneo llevó el nombre de Néstor ''Tito'' Gonçalvez, leyenda e ídolo del Club Atlético Peñarol.
El 13 de marzo el torneo se suspendió por emergencia sanitaria debido a la pandemia del coronavirus, retornando a la actividad casi 5 meses después, el 8 de agosto de 2020, culminándose el 7 de abril de 2021. Nacional se proclamó nuevamente campeón uruguayo luego de vencer a Rentistas en las finales de torneo.

## Sistema de disputa
El sistema consiste en un Torneo Apertura hasta mitad de año, un Torneo Intermedio y un Torneo Clausura para finalizar. Tanto el Apertura como el Clausura se juegan con 16 equipos en 15 fechas todos contra todos. Por otro lado, el Intermedio es una competición dividida en dos series, ambas de 8 equipos, determinados por su ubicación en la tabla del Torneo Apertura: si el equipo acabó en una posición impar pertenece a una serie, y si resultó en una par, a la otra. El formato también es todos contra todos en 7 fechas, los ganadores de cada serie juegan un partido para determinar al campeón del Torneo Intermedio. Cada torneo mencionado suma puntos para la tabla anual.
Para determinar el campeón uruguayo de la temporada, se juega una semifinal entre los campeones del Apertura y Clausura, accediendo el ganador a la final contra el club que más puntos sumó en la tabla anual.
El equipo que se corone campeón del Torneo Intermedio se enfrentará al ganador del Campeonato Uruguayo, en la Supercopa Uruguaya. En caso de que un club gane ambas competiciones, su rival será el finalista del Intermedio. Es un partido único que se jugará una semana antes de que comience la temporada siguiente.
En cuanto a los cupos a competiciones internacionales, el proceso es el siguiente:
- A) El campeón del Campeonato Uruguayo, clasificará como Uruguay 1 a la Copa Libertadores inmediata siguiente.
- B) El vicecampeón (perdedor de la final del Campeonato Uruguayo si se disputa, y en caso contrario, el mejor ubicado en la Tabla Anual, exceptuando al campeón uruguayo) clasificará como Uruguay 2 a la Copa Libertadores inmediata siguiente.
- C) El mejor ubicado en la Tabla Anual de la Temporada, excluyendo al campeón y vicecampeón, clasificará como Uruguay 3 a la fase previa de la Copa Libertadores inmediata siguiente. De contemplarse otro cupo para la AUF, el cupo de Uruguay 4 que disputará la fase previa de la Copa Libertadores, será el siguiente en la clasificación de la Tabla Anual. (literal G).
- D) El campeón del Torneo Intermedio clasificará como Uruguay 1 a la Copa Sudamericana inmediata siguiente, salvo que hubiere clasificado a la Copa Libertadores. De verificarse esta última alternativa, el cupo 1 de la Sudamericana será el clasificado según el literal E).
- E) El campeón del Torneo Apertura o Clausura, que no hubiere resultado campeón o vicecampeón del Campeonato Uruguayo ni hubiere obtenido la ubicación prevista en el literal C) del presente artículo, clasificará como Uruguay 2 a la Copa Sudamericana inmediata siguiente, salvo que se verifique la alternativa prevista en el literal D) in fine y se ubique como el cupo 1.
- F) Los clubes no contemplados en los literales precedentes que obtengan la mejor ubicación en la Tabla Anual, clasificarán a la Copa Sudamericana inmediata siguiente, con los números correspondientes al orden deportivo determinado por la Tabla Anual, completando los 4 cupos definitivos a dicho Torneo.
- G) En el caso de que la Conmebol amplíe de forma permanente o de manera transitoria el cupo de clubes de AUF a disputar cualquiera de los torneos internacionales que organiza, la clasificación a los mismos emanará de la tabla anual de la temporada respectiva, de acuerdo con los criterios deportivos previamente establecidos supra, para las Copas Libertadores y Sudamericana, aplicando los corrimientos respectivos.[4][5][6][7]

### Cambios reglamentarios decididos durante el torneo
El torneo se paralizó el 13 de marzo de 2020, después de 3 fechas disputadas, debido a la pandemia de COVID-19. Al regresar la actividad, el 8 de agosto, se modificó el número de sustituciones posibles durante el partido (de 3 a 5 sustituciones) así como también el número de sustitutos disponibles en el banquillo (de 7 a 10 sustitutos).
Además, algunos partidos seleccionados al final del torneo contaron con VAR (asistencia por video al árbitro).

#### Clasificación a copas continentales
Debido al atraso en las fechas de disputa provocado por la pandemia, el torneo no pudo ser finalizado a tiempo para otorgar las clasificaciones a las Copas continentales en tiempo y forma. Hubo que proceder a modificar la reglamentación, definiéndose que los clasificados iban a definirse mediante las posiciones en la Tabla Anual en fechas estipuladas de antemano. En cada caso el puesto de clasificación se otorgará al mejor calificado siendo opción de ese equipo aceptar o no ese puesto; en caso de no aceptar, se otorgará al siguiente ubicado en la tabla aplicándose el mismo procedimiento hasta encontrar un club dispuesto a tomar ese lugar.
- Uruguay 4 (Copa Libertadores): Se define según la Tabla Anual a la fecha del domingo 7 de febrero de 2021 (después de la 5.ª fecha del Clausura). Liverpool (ubicado en quinta posición en ese momento) fue el equipo que aceptó el cupo luego que Nacional, Montevideo City, Peñarol y Rentistas (en ese orden) rechazaran esa posibilidad.[10]
- Uruguay 3 (Copa Libertadores): Se define según la Tabla Anual a la fecha del lunes 22 de febrero de 2021 (después de la 9.ª fecha del Clausura). Wanderers (ubicado en quinta posición en ese momento) fue el equipo que aceptó el cupo luego que Nacional, Montevideo City y Peñarol (en ese orden) rechazaran el ofrecimiento. Además Liverpool, ubicado en cuarta posición detrás de los ya mencionados, ya no estaba habilitado para usufructuarlo por ser Uruguay 4.[11]
- 4 equipos clasificados a Copa Sudamericana: Descartando a Nacional y Rentistas como finalistas (y que ocupan el lugar 1 y 2 para la Libertadores), y Liverpool y Wanderers que ya habían tomado un lugar en la Libertadores, los clasificados a la Sudamericana fueron los 4 mejores de la Tabla Anual habilitados a participar: Peñarol (3.º puesto), Montevideo City (4.º), Cerro Largo (6.º) y Fénix (7.º).
- Uruguay 1 y 2 (Copa Libertadores): Nacional y Rentistas clasificaron como los 2 finalistas del Uruguayo.

## Equipos participantes

### Ascensos y descensos
Un total de 16 equipos disputarán el campeonato, incluyendo 13 equipos de la Primera División de Uruguay 2019 y tres ascendidos desde la Segunda División de Uruguay 2019.
| Club                | Ascendido como                         |
| ------------------- | -------------------------------------- |
| Montevideo City     | Campeón Segunda División 2019          |
| Deportivo Maldonado | Subcampeón Segunda División 2019       |
| Rentistas           | Ganador Play-Off Segunda División 2019 |

| Club           | Descendido como              |
| -------------- | ---------------------------- |
| Racing         | 14.º Tabla del descenso 2019 |
| Rampla Juniors | 15.º Tabla del descenso 2019 |
| Juventud       | 16.º Tabla del descenso 2019 |

### Información de equipos
Datos hasta antes del inicio del torneo. Todos los datos estadísticos corresponden únicamente a los Campeonatos Uruguayos organizados por la Asociación Uruguaya de Fútbol, no se incluyen los torneos de la FUF de 1923, 1924 ni el Torneo del Consejo Provisorio 1926 en las temporadas contadas. Las fechas, de fundación de los equipos son las declaradas por los propios clubes implicados.
| Equipo               | Ciudad                 | Estadio                      | Capacidad | Fundación                | Temporadas | Temp. Consecutivas | Títulos | Subtítulos | 2019 |
| -------------------- | ---------------------- | ---------------------------- | --------- | ------------------------ | ---------- | ------------------ | ------- | ---------- | ---- |
| Boston River         | Florida                | Centenario                   | 60 235    | 20 de febrero de 1939    | 5          | 5                  | —       | —          | 9.º  |
| Cerro                | Montevideo             | Luis Tróccoli                | 25 000    | 1 de diciembre de 1922   | 74         | 13                 | —       | 1          | 15.º |
| Cerro Largo          | Melo                   | Ubilla                       | 10.000    | 19 de noviembre de 2002  | 7          | 2                  | —       | —          | 3.º  |
| Danubio              | Montevideo             | María Mincheff de Lazaroff   | 18 000    | 1 de marzo de 1932       | 70         | 50                 | 4       | 3          | 12.º |
| Defensor Sporting    | Montevideo             | Luis Franzini                | 16 000    | 15 de marzo de 1913      | 93         | 55                 | 4       | 8          | 11.º |
| Deportivo Maldonado  | Maldonado              | Domingo Burgueño Miguel      | 25 000    | 25 de agosto de 1928     | 7          | 1                  | —       | —          |      |
| Fénix                | Montevideo             | Parque Capurro               | 5 500     | 7 de julio de 1916       | 38         | 11                 | —       | —          | 8.º  |
| Liverpool            | Montevideo             | Belvedere                    | 8 384     | 15 de febrero de 1915    | 77         | 4                  | —       | —          | 5.º  |
| Montevideo City      | Montevideo             | Charrúa                      | 14 000    | 26 de diciembre de 2007  | 2          | 1                  | —       | —          |      |
| Montevideo Wanderers | Montevideo             | Parque Alfredo Víctor Viera  | 15 000    | 15 de agosto de 1902     | 103        | 20                 | 3       | 8          | 10.º |
| Nacional             | Montevideo             | Gran Parque Central          | 34 000    | 14 de mayo de 1899       | 115        | 115                | 47      | 44         | 1.º  |
| Peñarol              | Montevideo             | Campeón del Siglo            | 40 000    | 28 de septiembre de 1891 | 101        | 78                 | 45      | 35         | 2.º  |
| Plaza Colonia        | Colonia del Sacramento | Juan Gaspar Prandi           | 6 000     | 22 de abril de 1917      | 10         | 2                  | —       | —          | 6.º  |
| Progreso             | Montevideo             | Abraham Paladino             | 5 400     | 30 de abril de 1917      | 23         | 3                  | 1       | —          | 4.º  |
| Rentistas            | Montevideo             | Complejo Rentistas           | 10 600    | 26 de marzo de 1933      | 27         | 1                  | —       | —          |      |
| River Plate          | Montevideo             | Parque Federico Omar Saroldi | 5 165     | 11 de mayo de 1932       | 71         | 16                 | —       | 1          | 7.º  |

#### Entrenadores
| Equipo               | Entrenador inicial                                       | Entrenadores sustitutos |
| -------------------- | -------------------------------------------------------- | --- |
| Boston River         | Sebastián Abreu (18 partidos / hasta 3.ª T.Intermedio)   | Juan Tejera (19 partidos) |
| Cerro                | Nathaniel Revetria (10 partidos / hasta 10.ª T.Apertura) | Juan Jacinto Rodríguez (12 partidos / hasta fin T.Intermedio) - Rolando Carlen (15 partidos)                                  |
| Cerro Largo          | Danielo Núñez (37 partidos)                              | Danielo Núñez (37 partidos)                                                                                                   |
| Danubio              | Martín García (7 partidos / hasta 7.ª T.Apertura)        | Leonardo Ramos (30 partidos)                                                                                                  |
| Defensor Sporting    | Alejandro Orfila (19 partidos / hasta 4.ª T.Intermedio)  | Gregorio Pérez (15 partidos / hasta 12da T.Clausura) - Eduardo Acevedo (3 partidos)                                           |
| Deportivo Maldonado  | Francisco Palladino (37 partidos)                        | Francisco Palladino (37 partidos)                                                                                             |
| Fénix                | Juan Ramón Carrasco (37 partidos)                        | Juan Ramón Carrasco (37 partidos)                                                                                             |
| Liverpool            | Román Cuello (15 partidos - hasta fin T.Apertura)        | Marcelo Méndez (22 partidos)                                                                                                  |
| Montevideo City      | Pablo Marini (37 partidos)                               | Pablo Marini (37 partidos) |
| Montevideo Wanderers | Mauricio Larriera (15 partidos / hasta fin Apertura)     | Daniel Carreño (23 partidos)                                                                                                  |
| Nacional             | Gustavo Munúa (16 partidos / hasta final Apertura)       | Jorge Giordano (21 partidos / hasta 13.ª Clausura) - Martín Ligüera (4 partidos)                                              |
| Peñarol              | Diego Forlán (9 partidos / hasta 9.ª T.Apertura)         | Mario Saralegui (13 partidos / hasta fin T.Intermedio) - Mauricio Larriera (15 partidos)                                      |
| Plaza Colonia        | Matías Rosa (25 partidos / hasta 3.ª T.Clausura)         | Eduardo Espinel (12 partidos)                                                                                                 |
| Progreso             | Leonel Rocco (17 partidos / hasta 2.ª T.Intermedio)      | Gastón Añón (10 partidos / hasta 5.ª T.Clausura) - Marcelo Russomando (interino, 3 partidos) - Maximiliano Viera (7 partidos) |
| Rentistas            | Alejandro Cappuccio (41 partidos)                        | Alejandro Cappuccio (41 partidos)                                                                                             |
| River Plate          | Jorge Fossati (37 partidos)                              | Jorge Fossati (37 partidos)                                                                                                   |

## Clasificación

### Torneo Apertura 'Sr. Mateo Giri'
| Pos.                                                      |  | Equipos                | PJ | PG | PE | PP | GF | GC | DG  | Puntos |
| --------------------------------------------------------- |  | ---------------------- | -- | -- | -- | -- | -- | -- | --- | ------ |
| 1º                                                        |  | Nacional (D)           | 15 | 7  | 7  | 1  | 27 | 16 | +11 | 28     |
| 2º                                                        |  | Rentistas (D)          | 15 | 7  | 7  | 1  | 26 | 15 | +11 | 28     |
| 3°                                                        |  | Montevideo City Torque | 15 | 7  | 4  | 4  | 21 | 16 | +5  | 25     |
| 4º                                                        |  | Peñarol                | 15 | 6  | 6  | 3  | 19 | 15 | +4  | 24     |
| 5º                                                        |  | Cerro Largo            | 15 | 6  | 6  | 3  | 19 | 17 | +2  | 24     |
| 6º                                                        |  | Defensor Sporting      | 15 | 5  | 6  | 4  | 16 | 20 | −4  | 21     |
| 7º                                                        |  | Montevideo Wanderers   | 15 | 5  | 5  | 5  | 16 | 16 | 0   | 20     |
| 8º                                                        |  | Deportivo Maldonado    | 15 | 5  | 5  | 5  | 16 | 20 | −4  | 20     |
| 9º                                                        |  | Liverpool              | 15 | 5  | 4  | 6  | 22 | 25 | −3  | 19     |
| 10º                                                       |  | Fénix                  | 15 | 3  | 9  | 3  | 19 | 17 | +2  | 18     |
| 11º                                                       |  | Progreso               | 15 | 4  | 4  | 7  | 21 | 20 | +1  | 16     |
| 12º                                                       |  | River Plate            | 15 | 3  | 6  | 6  | 17 | 18 | −1  | 15     |
| 13º                                                       |  | Plaza Colonia          | 15 | 3  | 6  | 6  | 14 | 18 | −4  | 15     |
| 14º                                                       |  | Danubio                | 15 | 3  | 5  | 7  | 12 | 17 | −5  | 14     |
| 15º                                                       |  | Cerro                  | 15 | 3  | 5  | 7  | 13 | 21 | −8  | 14     |
| 16°                                                       |  | Boston River           | 15 | 2  | 7  | 6  | 14 | 21 | −7  | 13     |
| Actualizado al último partido disputado el 11 de octubre. |  |                        |    |    |    |    |    |    |     |        |

|  | Clasificado a un desempate para determinar el campeón del Torneo Apertura. El campeón clasifica a la semifinal del Campeonato Uruguayo. |

#### Desempate
Se jugó un partido de desempate para decidir el ganador del Torneo Apertura, dado que los dos primeros equipos ubicados en la tabla del torneo igualaron en cantidad de puntos obtenidos; finalmente, la victoria fue para Rentistas, dirigido por Alejandro Cappuccio.
| 14 de octubre de 2020                                                          | Nacional | 0:1 (0:0, 0:0) (t. s.) | Rentistas (C) | Estadio Centenario, Montevideo                          |                                                         |
| 20:00 (UTC-3)                                                                  |          | Reporte                | Vega 90+2'    | Asistencia: 0 espectadores Árbitro(s): Daniel Rodríguez | Asistencia: 0 espectadores Árbitro(s): Daniel Rodríguez |
| Definición del Torneo Apertura Primer título de Primera División de Rentistas. |          |                        |               |                                                         |                                                         |

### Torneo Intermedio

#### Grupo A
|                                           | Pos. | Equipos                | PJ | PG | PE | PP | GF | GC | DG | Puntos |
| ----------------------------------------- | ---- | ---------------------- | -- | -- | -- | -- | -- | -- | -- | ------ |
|                                           | 1.°  | Montevideo Wanderers   | 7  | 4  | 2  | 1  | 13 | 8  | +5 | 14     |
|                                           | 2.°  | Liverpool              | 7  | 3  | 3  | 1  | 14 | 12 | +2 | 12     |
|                                           | 3.°  | Montevideo City Torque | 7  | 3  | 1  | 3  | 13 | 10 | +3 | 10     |
|                                           | 4.°  | Cerro Largo            | 7  | 2  | 4  | 1  | 8  | 5  | +3 | 10     |
|                                           | 5.°  | Rentistas              | 7  | 2  | 3  | 2  | 7  | 6  | +1 | 9      |
|                                           | 6.°  | Progreso               | 7  | 1  | 4  | 2  | 7  | 10 | −3 | 7      |
|                                           | 7.°  | Plaza Colonia          | 7  | 1  | 3  | 3  | 8  | 11 | −3 | 6      |
|                                           | 8.°  | Cerro                  | 7  | 1  | 2  | 4  | 5  | 13 | −8 | 5      |
| Última actualización: 13 de enero de 2021 |      |                        |    |    |    |    |    |    |    |        |

|  | Ganador del Grupo A y clasificado a la Final del Torneo Intermedio. |

#### Grupo B
|                                               | Pos. | Equipos             | PJ | PG | PE | PP | GF | GC | DG | Puntos |
| --------------------------------------------- | ---- | ------------------- | -- | -- | -- | -- | -- | -- | -- | ------ |
|                                               | 1.°  | Nacional            | 7  | 5  | 0  | 2  | 11 | 6  | +5 | 15     |
|                                               | 2.°  | River Plate         | 7  | 4  | 1  | 2  | 14 | 8  | +6 | 13     |
|                                               | 3.°  | Peñarol             | 7  | 4  | 0  | 3  | 15 | 9  | +6 | 12     |
|                                               | 4.°  | Fénix               | 7  | 3  | 1  | 3  | 7  | 6  | +1 | 10     |
|                                               | 5.°  | Danubio             | 7  | 2  | 3  | 2  | 5  | 9  | −4 | 9      |
|                                               | 6.°  | Deportivo Maldonado | 7  | 2  | 2  | 3  | 10 | 15 | −5 | 8      |
|                                               | 7.°  | Defensor Sporting   | 7  | 1  | 3  | 3  | 5  | 10 | −5 | 6      |
|                                               | 8.°  | Boston River        | 7  | 1  | 2  | 4  | 6  | 10 | −4 | 5      |
| Última actualización: 19 de diciembre de 2020 |      |                     |    |    |    |    |    |    |    |        |

|  | Ganador del Grupo B y clasificado a la Final del Torneo Intermedio. |

#### Final
| Final; 14 de enero de 2021 | Nacional                               | 0:0 (t. s.)(4:1 p.)        | Wanderers                 | Estadio Centenario, Montevideo                       |                                                      |
| 20:00 (UTC-3)              |                                        | Reporte                    |                           | Asistencia: 0 espectadores Árbitro(s): Yimmy Álvarez | Asistencia: 0 espectadores Árbitro(s): Yimmy Álvarez |
|                            |                                        | Tiros desde el punto penal |                           |                                                      |                                                      |
|                            | Bergessio · Corujo · Ocampo · Martínez |                            | González · Torres · Bueno |                                                      |                                                      |

| Campeón del Torneo Intermedio 2020 Nacional 3.er título. |

### Torneo Clausura 'Sr. Julio César Road'
| Pos.                                      |  | Equipos                | PJ | PG | PE | PP | GF | GC | DG  | Puntos |
| ----------------------------------------- |  | ---------------------- | -- | -- | -- | -- | -- | -- | --- | ------ |
| 1º                                        |  | Liverpool (C)          | 15 | 10 | 4  | 1  | 34 | 13 | +21 | 34     |
| 2º                                        |  | Peñarol                | 15 | 8  | 5  | 2  | 20 | 12 | +8  | 29     |
| 3º                                        |  | Montevideo City Torque | 15 | 7  | 5  | 3  | 30 | 14 | +16 | 26     |
| 4º                                        |  | Nacional               | 15 | 7  | 5  | 3  | 19 | 16 | +3  | 26     |
| 5º                                        |  | Plaza Colonia          | 15 | 7  | 4  | 4  | 28 | 16 | +12 | 25     |
| 6º                                        |  | Boston River           | 15 | 7  | 1  | 7  | 23 | 26 | −3  | 22     |
| 7º                                        |  | Fénix                  | 15 | 5  | 6  | 4  | 25 | 24 | +1  | 21     |
| 8º                                        |  | River Plate            | 15 | 6  | 3  | 6  | 19 | 23 | −4  | 21     |
| 9º                                        |  | Montevideo Wanderers   | 15 | 4  | 6  | 5  | 24 | 28 | −4  | 18     |
| 10º                                       |  | Deportivo Maldonado    | 15 | 4  | 6  | 5  | 21 | 27 | −6  | 18     |
| 11º                                       |  | Cerro Largo            | 15 | 4  | 4  | 7  | 15 | 17 | −2  | 16     |
| 12º                                       |  | Danubio                | 15 | 4  | 3  | 8  | 17 | 23 | −6  | 15     |
| 13º                                       |  | Progreso               | 15 | 4  | 3  | 8  | 14 | 24 | −10 | 15     |
| 14º                                       |  | Cerro                  | 15 | 3  | 5  | 7  | 16 | 21 | −5  | 14     |
| 15º                                       |  | Defensor Sporting      | 15 | 2  | 8  | 5  | 15 | 21 | −6  | 14     |
| 16º                                       |  | Rentistas              | 15 | 2  | 4  | 9  | 12 | 27 | −15 | 10     |
| Última actualización: 29 de marzo de 2021 |  |                        |    |    |    |    |    |    |     |        |

|  | Campeón del Torneo Clausura y clasificado a la semifinal del Campeonato Uruguayo. |

## Tabla anual
Como el campeonato se retrasó en el calendario producto de la pandemia, y la Conmebol no postergó o atrasó los encuentros involucrados con equipos uruguayos, el consejo de liga de la AUF determinó que se le consultara a los clubes quienes querían ser "Uruguay 4" (primer equipo que debía participar a nivel internacional) y posteriormente "Uruguay 3", en ambos casos para disputar la Copa Libertadores. Los dos cupos restantes de la Copa Libertadores, y los cuatro equipos clasificados a la Copa Sudamericana, se tomarán según las posiciones finales de la clasificación.
Ante la primera consulta, los cuatro primeros equipos en zona de clasificación a Copa Libertadores (Nacional, Montevideo City Torque, Peñarol y Rentistas) desestimaron ser "Uruguay 4", por lo que el lugar fue tomado por el quinto equipo de la clasificación: Liverpool. Mientras tanto, los siguientes partidos disputados continuarán contabilizando para la Tabla Anual, para definir los lugares restantes a las copas internacionales. En la segunda y última consulta, los tres primeros equipos en zona de clasificación (Nacional, Montevideo City Torque y Peñarol) no aceptaron ser "Uruguay 3", por lo que dicho lugar fue tomado por el Montevideo Wanderers.
En caso de que Rentistas no clasifique a la Copa Libertadores, accederá a uno de los cupos de la Copa Sudamericana, por haber ganado uno de los torneos cortos del año (el Torneo Apertura).
|                                                                 | Pos. | Equipos                | PJ | PG | PE | PP | GF | GC | DG  | Puntos |
| --------------------------------------------------------------- | ---- | ---------------------- | -- | -- | -- | -- | -- | -- | --- | ------ |
|                                                                 | 1.º  | Nacional               | 37 | 19 | 12 | 6  | 57 | 38 | +19 | 69     |
|                                                                 | 2.º  | Liverpool              | 37 | 18 | 11 | 8  | 70 | 50 | +20 | 65     |
|                                                                 | 3.º  | Peñarol                | 37 | 18 | 11 | 8  | 54 | 36 | +18 | 65     |
|                                                                 | 4.º  | Montevideo City Torque | 37 | 17 | 10 | 10 | 64 | 40 | +24 | 61     |
|                                                                 | 5.º  | Montevideo Wanderers   | 37 | 13 | 13 | 11 | 53 | 57 | −4  | 52     |
|                                                                 | 6.º  | Cerro Largo            | 37 | 12 | 14 | 11 | 42 | 39 | +3  | 50     |
|                                                                 | 7.º  | Fénix                  | 37 | 11 | 16 | 10 | 51 | 47 | +4  | 49     |
|                                                                 | 8.º  | River Plate            | 37 | 13 | 10 | 14 | 50 | 49 | +1  | 49     |
|                                                                 | 9.º  | Rentistas              | 37 | 11 | 14 | 12 | 45 | 48 | −3  | 47     |
|                                                                 | 10.º | Plaza Colonia          | 37 | 11 | 13 | 13 | 50 | 45 | +5  | 46     |
|                                                                 | 11.º | Deportivo Maldonado    | 37 | 11 | 13 | 13 | 47 | 62 | −15 | 46     |
|                                                                 | 12.º | Defensor Sporting      | 37 | 8  | 17 | 12 | 36 | 51 | −15 | 41     |
|                                                                 | 13.º | Boston River           | 37 | 10 | 10 | 17 | 43 | 57 | −14 | 40     |
|                                                                 | 14.º | Progreso               | 37 | 9  | 11 | 17 | 42 | 49 | −7  | 38     |
|                                                                 | 15.º | Danubio                | 37 | 9  | 11 | 17 | 34 | 49 | −15 | 38     |
|                                                                 | 16.º | Cerro                  | 37 | 7  | 12 | 18 | 34 | 55 | −21 | 33     |
| Actualizado al último partido disputado el 29 de marzo de 2021. |      |                        |    |    |    |    |    |    |     |        |

|  | Clasificado a la Final del Campeonato Uruguayo 2020 y a la Fase de grupos de la Copa Libertadores 2021. |
|  | Clasificado a la Final del Campeonato Uruguayo 2020 y a la Fase de grupos de la Copa Libertadores 2021. |
|  | Clasificado a la Fase 2 de la Copa Libertadores 2021.                                                   |
|  | Clasificado a la Fase 1 de la Copa Libertadores 2021.                                                   |
|  | Clasificado a la Primera fase de la Copa Sudamericana 2021.                                             |

## Definición del campeonato
| Equipo    | Método de clasificación     |
| --------- | --------------------------- |
| Rentistas | Ganador del Torneo Apertura |
| Liverpool | Ganador del Torneo Clausura |
| Nacional  | Ganador de la Tabla anual   |

|  | Semifinal      | Semifinal |  |  | Final     | Final | Final |
|  |                |           |  |  |           |       |       |
|  |                |           |  |  |           |       |       |
|  | Rentistas (p.) | 1 (3)     |  |  |           |       |       |
|  | Liverpool      | 1 (2)     |  |  |           |       |       |
|  |                |           |  |  |           |       |       |
|  |                |           |  |  | Rentistas | 0     | 0     |
|  |                |           |  |  | Nacional  | 3     | 1     |
|  |                |           |  |  |           |       |       |

### Semifinal
| Semifinal; 31 de marzo de 2021 | Liverpool                                     | 1:1 (1:1, 0:0) (t. s.)(2:3 p.) | Rentistas                                     | Estadio Centenario, Montevideo                          |                                                         |
| 20:00 (UTC-3)                  | Cristóbal 79' (a.g.)                          | Reporte                        | Pérez 85'                                     | Asistencia: Sin espectadores Árbitro(s): Andrés Matonte | Asistencia: Sin espectadores Árbitro(s): Andrés Matonte |
|                                |                                               | Tiros desde el punto penal     |                                               |                                                         |                                                         |
|                                | Romero · Ramírez · Ocampo · Cándido · Almeida |                                | Colazo · Villalba · Rodríguez · Acosta · Vega |                                                         |                                                         |

### Final
| Ida; 4 de abril de 2021 | Nacional                        | 3:0 (2:0) | Rentistas | Estadio Gran Parque Central, Montevideo                                        |                                                                                |
| 20:00 (UTC-3)           | Bergessio 7', 29' · Laborda 66' | Reporte   |           | Asistencia: Sin espectadores Árbitro(s): Esteban Ostojich VAR: Leodán González | Asistencia: Sin espectadores Árbitro(s): Esteban Ostojich VAR: Leodán González |

| Vuelta; 7 de abril de 2021 | Rentistas | 0:1 (0:1) | Nacional      | Estadio Complejo Rentistas, Montevideo                                        |                                                                               |
| 15:00 (UTC-3)              |           | Reporte   | Bergessio 41' | Asistencia: Sin espectadores Árbitro(s): Christian Ferreyra VAR: Andrés Cunha | Asistencia: Sin espectadores Árbitro(s): Christian Ferreyra VAR: Andrés Cunha |

#### Ida
| 1          | Guardameta     | Sergio Rochet     |     |
| 2          | Defensa        | Mathías Laborda   |     |
| 21         | Defensa        | Guzmán Corujo     |     |
| 18         | Defensa        | Nicolás Marichal  |     |
| 4          | Defensa        | Agustín Oliveros  |     |
| 8          | Centrocampista | Gabriel Neves     |     |
| 14         | Centrocampista | Joaquín Trasante  |     |
| 20         | Centrocampista | Felipe Carballo   | 86' |
| 19         | Centrocampista | Alfonso Trezza    | 83' |
| 7          | Delantero      | Brian Ocampo      | 77' |
| 9          | Delantero      | Gonzalo Bergessio | 86' |
| Entrenador | Entrenador     | Martín Ligüera    |     |

| 12         | Guardameta     | Yonatan Irrazabal      |     |
| 3          | Defensa        | Mathías Abero          | 73' |
| 22         | Defensa        | Maximiliano Amondarain |     |
| 17         | Defensa        | Damián Malrechauffe    |     |
| 8          | Defensa        | Andrés Rodales         |     |
| 11         | Centrocampista | Nicolás Colazo         |     |
| 5          | Centrocampista | Carlos Villalba        |     |
| 25         | Centrocampista | Ramiro Cristóbal       |     |
| 14         | Centrocampista | Agustín Acosta         |     |
| 9          | Delantero      | Salomón Rodríguez      |     |
| 10         | Delantero      | Nahuel Acosta          | 46' |
| Entrenador | Entrenador     | Alejandro Cappuccio    |     |

| 10 | Delantero      | Pablo García      | 77' |
| 26 | Defensa        | Armando Méndez    | 83' |
| 29 | Delantero      | Thiago Vecino     | 86' |
| 32 | Centrocampista | Emiliano Martínez | 86' |

| 7  | Centrocampista | Gonzalo Vega | 46' |
| 21 | Delantero      | Franco Pérez | 73' |

| Anotado | 7'  | Gonzalo Bergessio | 1–0 |
| Anotado | 29' | Gonzalo Bergessio | 2–0 |
| Anotado | 66' | Mathías Laborda   | 3–0 |

| Amonestado | 40' | Gonzalo Bergessio |
| Amonestado | 52' | Gabriel Neves     |
| Amonestado | 80' | Alfonso Trezza    |
| Amonestado | 86' | Joaquín Trasante  |

| Amonestado | 29' | Nahuel Acosta          |
| Amonestado | 39' | Nicolás Colazo         |
| Amonestado | 71' | Mathías Abero          |
| Amonestado | 78' | Franco Pérez           |
| Amonestado | 86' | Maximiliano Amondarain |
| Amonestado | 86' | Gonzalo Vega           |

| Árbitro             | Esteban Ostojich   |
| Árbitros asistentes | Richard Trinidad   |
| Árbitros asistentes | Santiago Fernández |
| Cuarto árbitro      | Gustavo Tejera     |
| Adicionales VAR     | Leodán González    |
| Adicionales VAR     | Andrés Cunha       |

| 1          | Guardameta     | Sergio Rochet     |     |
| 2          | Defensa        | Mathías Laborda   |     |
| 21         | Defensa        | Guzmán Corujo     |     |
| 18         | Defensa        | Nicolás Marichal  |     |
| 4          | Defensa        | Agustín Oliveros  |     |
| 8          | Centrocampista | Gabriel Neves     |     |
| 14         | Centrocampista | Joaquín Trasante  |     |
| 20         | Centrocampista | Felipe Carballo   | 86' |
| 19         | Centrocampista | Alfonso Trezza    | 83' |
| 7          | Delantero      | Brian Ocampo      | 77' |
| 9          | Delantero      | Gonzalo Bergessio | 86' |
| Entrenador | Entrenador     | Martín Ligüera    |     |

| 12         | Guardameta     | Yonatan Irrazabal      |     |
| 3          | Defensa        | Mathías Abero          | 73' |
| 22         | Defensa        | Maximiliano Amondarain |     |
| 17         | Defensa        | Damián Malrechauffe    |     |
| 8          | Defensa        | Andrés Rodales         |     |
| 11         | Centrocampista | Nicolás Colazo         |     |
| 5          | Centrocampista | Carlos Villalba        |     |
| 25         | Centrocampista | Ramiro Cristóbal       |     |
| 14         | Centrocampista | Agustín Acosta         |     |
| 9          | Delantero      | Salomón Rodríguez      |     |
| 10         | Delantero      | Nahuel Acosta          | 46' |
| Entrenador | Entrenador     | Alejandro Cappuccio    |     |

| 10 | Delantero      | Pablo García      | 77' |
| 26 | Defensa        | Armando Méndez    | 83' |
| 29 | Delantero      | Thiago Vecino     | 86' |
| 32 | Centrocampista | Emiliano Martínez | 86' |

| 7  | Centrocampista | Gonzalo Vega | 46' |
| 21 | Delantero      | Franco Pérez | 73' |

| Anotado | 7'  | Gonzalo Bergessio | 1–0 |
| Anotado | 29' | Gonzalo Bergessio | 2–0 |
| Anotado | 66' | Mathías Laborda   | 3–0 |

| Amonestado | 40' | Gonzalo Bergessio |
| Amonestado | 52' | Gabriel Neves     |
| Amonestado | 80' | Alfonso Trezza    |
| Amonestado | 86' | Joaquín Trasante  |

| Amonestado | 29' | Nahuel Acosta          |
| Amonestado | 39' | Nicolás Colazo         |
| Amonestado | 71' | Mathías Abero          |
| Amonestado | 78' | Franco Pérez           |
| Amonestado | 86' | Maximiliano Amondarain |
| Amonestado | 86' | Gonzalo Vega           |

| Árbitro             | Esteban Ostojich   |
| Árbitros asistentes | Richard Trinidad   |
| Árbitros asistentes | Santiago Fernández |
| Cuarto árbitro      | Gustavo Tejera     |
| Adicionales VAR     | Leodán González    |
| Adicionales VAR     | Andrés Cunha       |

#### Vuelta
| 12         | Guardameta     | Yonatan Irrazabal   |     |
| 3          | Defensa        | Mathías Abero       |     |
| 4          | Defensa        | Guillermo Fratta    |     |
| 17         | Defensa        | Damián Malrechauffe |     |
| 8          | Defensa        | Andrés Rodales      |     |
| 11         | Centrocampista | Nicolás Colazo      |     |
| 5          | Centrocampista | Carlos Villalba     |     |
| 25         | Centrocampista | Ramiro Cristóbal    |     |
| 21         | Centrocampista | Franco Pérez        | 73' |
| 9          | Delantero      | Salomón Rodríguez   |     |
| 7          | Delantero      | Gonzalo Vega        |     |
| Entrenador | Entrenador     | Alejandro Cappuccio |     |

| 1          | Guardameta     | Sergio Rochet     |     |
| 2          | Defensa        | Mathías Laborda   |     |
| 21         | Defensa        | Guzmán Corujo     |     |
| 18         | Defensa        | Nicolás Marichal  | 87' |
| 4          | Defensa        | Agustín Oliveros  | 31' |
| 32         | Centrocampista | Emiliano Martínez |     |
| 14         | Centrocampista | Joaquín Trasante  | 79' |
| 20         | Centrocampista | Felipe Carballo   |     |
| 19         | Centrocampista | Alfonso Trezza    | 87' |
| 7          | Delantero      | Brian Ocampo      |     |
| 9          | Delantero      | Gonzalo Bergessio | 87' |
| Entrenador | Entrenador     | Martín Ligüera    |     |

| 10 | Delantero | Nahuel Acosta | 73' |

| 6  | Defensa        | Joaquín Sosa       | 31' |
| 16 | Centrocampista | Santiago Cartagena | 79' |
| 17 | Defensa        | Ignacio Velásquez  | 87' |
| 10 | Delantero      | Pablo García       | 87' |
| 29 | Delantero      | Thiago Vecino      | 87' |

| Anotado | 41' | Gonzalo Bergessio | 0–1 |

| Amonestado | 17' | Gonzalo Vega        |
| Amonestado | 33' | Mathías Abero       |
| Amonestado | 35' | Alejandro Cappuccio |
| Amonestado | 52' | Franco Pérez        |

| Amonestado | 42' | Gonzalo Bergessio |
| Amonestado | 55' | Nicolás Marichal  |
| Amonestado | 66' | Alfonso Trezza    |

| Expulsado | 42' | Alejandro Cappuccio |
| Expulsado | 78' | Damián Malrechauffe |

| Árbitro             | Christian Ferreyra |
| Árbitros asistentes | Nicolás Tarán      |
| Árbitros asistentes | Martín Soppi       |
| Cuarto árbitro      | José Burgos        |
| Adicionales VAR     | Andrés Cunha       |
| Adicionales VAR     | Leodán González    |

| 12         | Guardameta     | Yonatan Irrazabal   |     |
| 3          | Defensa        | Mathías Abero       |     |
| 4          | Defensa        | Guillermo Fratta    |     |
| 17         | Defensa        | Damián Malrechauffe |     |
| 8          | Defensa        | Andrés Rodales      |     |
| 11         | Centrocampista | Nicolás Colazo      |     |
| 5          | Centrocampista | Carlos Villalba     |     |
| 25         | Centrocampista | Ramiro Cristóbal    |     |
| 21         | Centrocampista | Franco Pérez        | 73' |
| 9          | Delantero      | Salomón Rodríguez   |     |
| 7          | Delantero      | Gonzalo Vega        |     |
| Entrenador | Entrenador     | Alejandro Cappuccio |     |

| 1          | Guardameta     | Sergio Rochet     |     |
| 2          | Defensa        | Mathías Laborda   |     |
| 21         | Defensa        | Guzmán Corujo     |     |
| 18         | Defensa        | Nicolás Marichal  | 87' |
| 4          | Defensa        | Agustín Oliveros  | 31' |
| 32         | Centrocampista | Emiliano Martínez |     |
| 14         | Centrocampista | Joaquín Trasante  | 79' |
| 20         | Centrocampista | Felipe Carballo   |     |
| 19         | Centrocampista | Alfonso Trezza    | 87' |
| 7          | Delantero      | Brian Ocampo      |     |
| 9          | Delantero      | Gonzalo Bergessio | 87' |
| Entrenador | Entrenador     | Martín Ligüera    |     |

| 10 | Delantero | Nahuel Acosta | 73' |

| 6  | Defensa        | Joaquín Sosa       | 31' |
| 16 | Centrocampista | Santiago Cartagena | 79' |
| 17 | Defensa        | Ignacio Velásquez  | 87' |
| 10 | Delantero      | Pablo García       | 87' |
| 29 | Delantero      | Thiago Vecino      | 87' |

| Anotado | 41' | Gonzalo Bergessio | 0–1 |

| Amonestado | 17' | Gonzalo Vega        |
| Amonestado | 33' | Mathías Abero       |
| Amonestado | 35' | Alejandro Cappuccio |
| Amonestado | 52' | Franco Pérez        |

| Amonestado | 42' | Gonzalo Bergessio |
| Amonestado | 55' | Nicolás Marichal  |
| Amonestado | 66' | Alfonso Trezza    |

| Expulsado | 42' | Alejandro Cappuccio |
| Expulsado | 78' | Damián Malrechauffe |

| Árbitro             | Christian Ferreyra |
| Árbitros asistentes | Nicolás Tarán      |
| Árbitros asistentes | Martín Soppi       |
| Cuarto árbitro      | José Burgos        |
| Adicionales VAR     | Andrés Cunha       |
| Adicionales VAR     | Leodán González    |

|                                            |
| Bandera de Uruguay                         |
| Campeón Uruguayo 2020 Nacional 48.° título |

## Tabla del descenso
Habrá tres descensos directos al torneo de Segunda División de 2021. El criterio de descenso es el tradicional en el Campeonato Uruguayo: una tabla de promedios sumando los puntos obtenidos de las últimas dos temporadas: Campeonato Uruguayo 2019 y Campeonato Uruguayo 2020, en el que los tres peores clasificados al final de la temporada, descienden.
Para obtener el cociente se suma la cantidad de puntos obtenidos y se divide entre los partidos jugados.
| POS                                       | EQUIPOS              | PJ 2019 | PTS 2019 | PJ 2020 | PTS 2020 | PJ | PTS | DG  | PROM  |
| ----------------------------------------- | -------------------- | ------- | -------- | ------- | -------- | -- | --- | --- | ----- |
| 1.º                                       | Nacional             | 37      | 75       | 37      | 69       | 74 | 144 | +58 | 1.946 |
| 2.º                                       | Peñarol              | 37      | 74       | 37      | 65       | 74 | 139 | +47 | 1.878 |
| 3.º                                       | Liverpool            | 37      | 59       | 37      | 65       | 74 | 124 | +34 | 1.676 |
| 4.º                                       | Montevideo City      | –       | –        | 37      | 61       | 37 | 61  | +24 | 1.649 |
| 5.º                                       | Cerro Largo          | 37      | 69       | 37      | 50       | 74 | 119 | +25 | 1.608 |
| 6.º                                       | Progreso             | 37      | 65       | 37      | 38       | 74 | 103 | +4  | 1.392 |
| 7.º                                       | Plaza Colonia        | 37      | 56       | 37      | 46       | 74 | 102 | +8  | 1.378 |
| 8.º                                       | River Plate          | 37      | 51       | 37      | 49       | 74 | 98  | -9  | 1.351 |
| 9.º                                       | Montevideo Wanderers | 37      | 46       | 37      | 52       | 74 | 98  | -10 | 1.324 |
| 10.º                                      | Fénix                | 37      | 48       | 37      | 49       | 74 | 98  | +1  | 1.311 |
| 11.º                                      | Rentistas            | –       | –        | 37      | 47       | 37 | 47  | -3  | 1.270 |
| 12.º                                      | Deportivo Maldonado  | –       | –        | 37      | 46       | 37 | 46  | -15 | 1.243 |
| 13.º                                      | Boston River         | 37      | 48       | 37      | 40       | 74 | 88  | -23 | 1.189 |
| 14.º                                      | Defensor Sporting    | 37      | 45       | 37      | 41       | 74 | 86  | -18 | 1.162 |
| 15.º                                      | Danubio              | 37      | 41       | 37      | 38       | 74 | 79  | -26 | 1.068 |
| 16.º                                      | Cerro                | 37      | 33       | 37      | 33       | 74 | 66  | -42 | 0.892 |
| Última actualización: 29 de marzo de 2021 |                      |         |          |         |          |    |     |     |       |

|  | Descendido al Campeonato Uruguayo de Segunda División 2021 |

## Premios AUF
La AUF, con el apoyo de la Mutual Uruguaya de Futbolistas Profesionales, premia a los mejores jugadores, técnicos y árbitros del torneo. El Equipo Técnico de análisis para designar las premiaciones estuvo integrado por Rodolfo Rodríguez, Raúl Möller, Rubén Paz, Fabián Carini, Pablo Forlán, Ernesto Filippi, Pablo Fandiño, Eduardo Rivas, Rodrigo Romano, Luciano Cafú Barbosa, Alejandro Martínez, Gustavo Bañales, Gregorio Pérez, Martín Lasarte, entre otros.

### Premios mensuales
| Mes                             | Jugador del Mes                             | Joven Talento sub-21                        | Mejor Gol del Mes                           | Mejor atajada                               | Fechas                          | Referencia |
| ------------------------------- | ------------------------------------------- | ------------------------------------------- | ------------------------------------------- | ------------------------------------------- | ------------------------------- | ---------- |
| Agosto-2020                     | Gonzalo Bergessio Nacional                  | Cristian Olivera Rentistas                  | Gonzalo Jara Progreso                       | Guillermo De Amores Fénix                   | 4-9 Apertura                    | [ 27 ]     |
| Septiembre-2020                 | David Terans Peñarol                        | Santiago Rodríguez Nacional                 | Matías Arezo River Plate                    | Guillermo De Amores Fénix                   | 10-13 Apertura                  | [ 28 ]     |
| Octubre de 2020                 | Gonzalo Vega Rentistas                      | Manuel Ugarte Fénix                         | Santiago Rodríguez Nacional                 | Guillermo De Amores Fénix                   | 14-15 Apertura 1-2 Intermedio   | [ 29 ]     |
| Noviembre-2020                  | Sergio Rochet Nacional                      | Mauro Méndez Montevideo Wanderers           | Joaquín Trasante Nacional                   | Francisco Casanova Fénix                    | 3-6 Intermedio                  | [ 30 ]     |
| Diciembre de 2020 Enero de 2021 | Hernán Figueredo Liverpool                  | Facundo Batista Deportivo Maldonado         | Maureen Franco Fénix                        | Sergio Rochet Nacional                      | 7-Final Intermedio 1-3 Clausura | [ 31 ]     |
| Febrero-2021                    | Juan Ignacio Ramírez Liverpool              | Emiliano Martínez Nacional                  | Agustín Ocampo Liverpool                    | Sebastián Lentinelly Liverpool              | 4-10 Clausura                   | [ 32 ]     |
| Marzo de 2021                   | No fueron entregados premios para este mes. | No fueron entregados premios para este mes. | No fueron entregados premios para este mes. | No fueron entregados premios para este mes. | 11-15 Clausura Finales Uruguayo |            |

### Premios anuales
| Premio                                 | Ganador                                                            | Equipo              |
| -------------------------------------- | ------------------------------------------------------------------ | ------------------- |
| Mejor jugador de la temporada          | Gonzalo Bergessio                                                  | Nacional            |
| Talento joven de la temporada (sub-21) | Facundo Batista                                                    | Deportivo Maldonado |
| Mejor gol de la temporada              | Agustín Ocampo                                                     | Liverpool           |
| Mejor atajada de la temporada          | Sebastián Lentinelly                                               | Liverpool           |
| Mejor Director Técnico                 | Pablo Marini                                                       | Montevideo City     |
| Mejor Futbolista Debutante             | Facundo Torres                                                     | Peñarol             |
| Goleador del campeonato                | Gonzalo Bergessio (25 goles)                                       | Nacional            |
| Valla menos vencida                    | Kevin Dawson (34 PJ), Thiago Cardozo (4 PJ) y Martín Correa (1 PJ) | Peñarol             |
| Premio Fair Play                       | Boston River                                                       | Boston River        |
| Mejor árbitro                          | Christian Ferreyra                                                 | Christian Ferreyra  |